# Militär

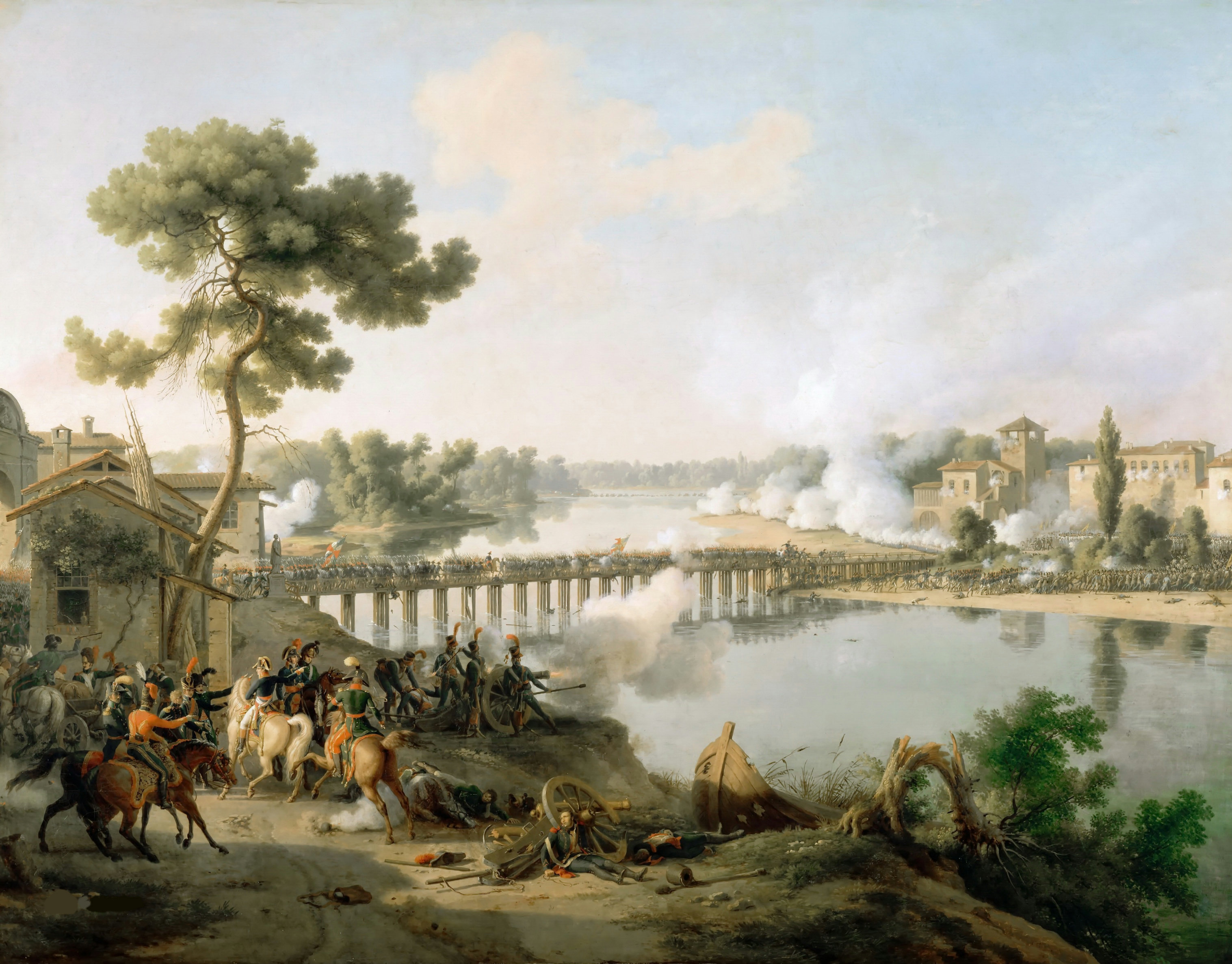
Die Schlacht von Lodi, Napoleon Bonaparte gibt seine Befehle (Ölgemälde von Louis-François Lejeune, 1804).

Als Militär (frz. militaire, gegen 1700 ins Deutsche entlehnt; letztlich zu lat. miles ‚Soldat‘ bzw. militaris ‚den Kriegsdienst betreffend‘), mitunter mit Streitkräfte oder Streitmacht gleichgesetzt, werden die mit Kriegswaffen ausgestatteten Träger der Staatsgewalt bezeichnet, die vorwiegend hoheitlich mit der Gewährleistung der äußeren Sicherheit betraut sind und oft auch zum Erreichen weiterer politischer Ziele eingesetzt werden. In den meisten Staaten dient das Militär auch bei besonderem Bedarf als Verstärkung der Polizei zum Schutz der inneren Sicherheit.
Die Bezeichnung Militär (Einzahl: ‚der Militär‘; Mehrzahl: ‚die Militärs‘) wird auch als Synonym für eine Anzahl von Soldaten verwendet. In der Einzahl steht sie ähnlich wie die Bezeichnung Dienstgrad für eine einzelne Militärperson der Offiziere und Generäle.
Zum Militär gehören außer den Streitkräften auch ihre zivilen Bereiche.

## Definition
Nach der Brockhaus Enzyklopädie bezeichnet Militär vor allem die Gesamtheit der planvoll organisierten und bewaffneten Streitkräfte; auch in Abgrenzung zu paramilitärischen Verbänden und Privatarmeen. Streitkräfte sind der Enzyklopädie zufolge die bewaffneten Verbände eines Staates oder Bündnisses.
Dem Duden zufolge ist das Militär die Gesamtheit der Soldaten eines Landes.
Gemäß Zusatzprotokoll I zur Genfer Konvention bestehen die Streitkräfte einer am Konflikt beteiligten Partei aus der Gesamtheit der organisierten bewaffneten Verbände, Gruppen und Einheiten, die einer Führung unterstehen, welche dieser Partei für das Verhalten ihrer Untergebenen verantwortlich ist. Diese Streitkräfte unterliegen einem internen Disziplinarsystem. Die Angehörigen der Streitkräfte einer am Konflikt beteiligten Partei (mit Ausnahme des Sanitäts‑ und Seelsorgepersonals) sind Kombattanten, das heißt, sie sind berechtigt, unmittelbar an Feindseligkeiten teilzunehmen. Eine Konfliktpartei kann paramilitärische oder bewaffnete Vollzugsorgane in ihre Streitkräfte aufnehmen.

## Auftrag und Bedeutung des Militärs

### Außenauftrag des Militärs

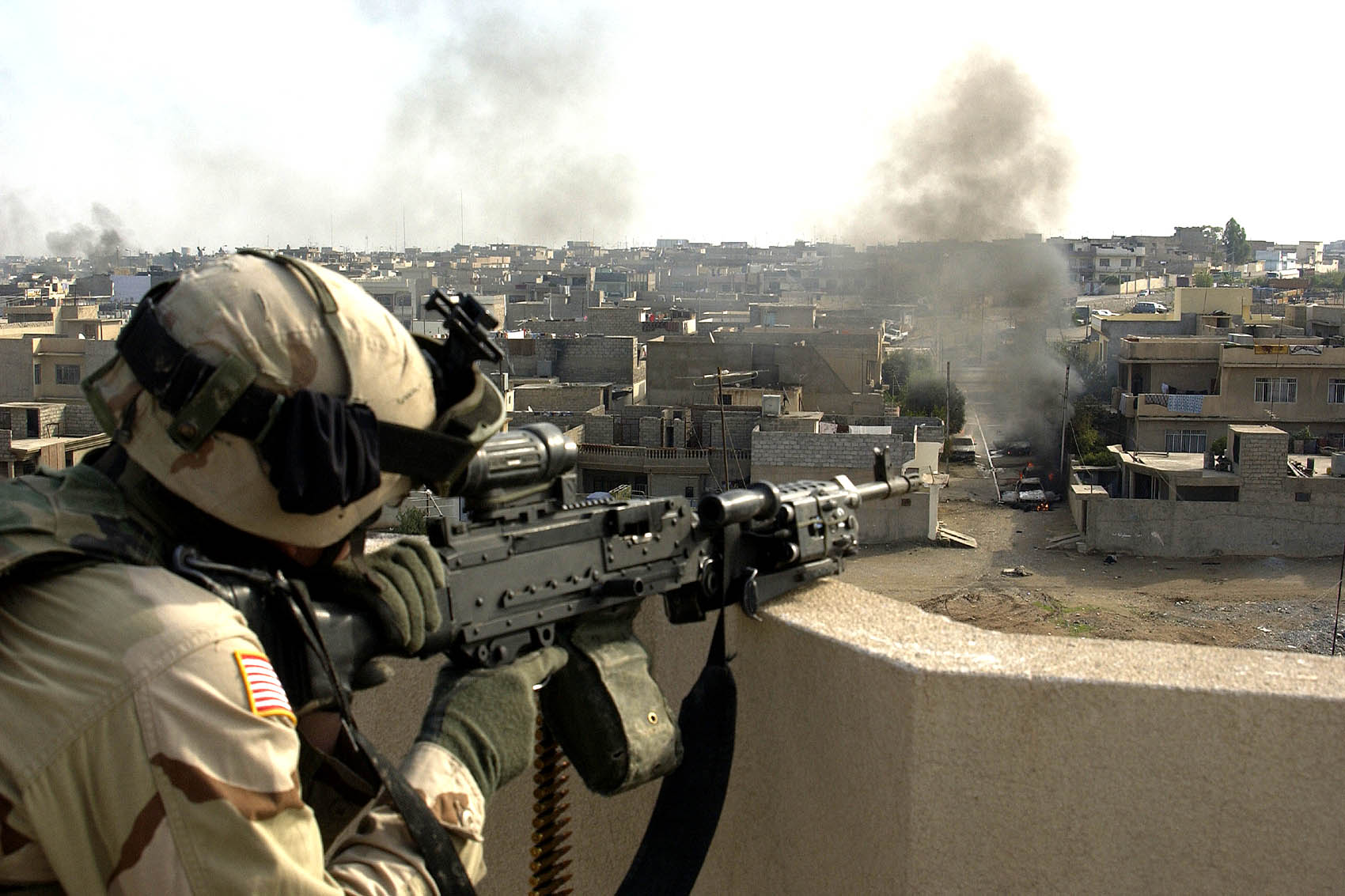
US-Soldat im Irak

Das Militär wird typischerweise mit der Gewährleistung der äußeren Sicherheit beauftragt, also mit der Landesverteidigung und/oder der Bündnispartner gegen Gefahren und Bedrohungen von außen.
Spannungen zwischen Staaten können zu internationalen Konflikten und Krisen anwachsen und schließlich bewaffnete Konflikte (kriegerische Auseinandersetzungen) hervorrufen. Dem Militär steht in diesen Anlassfällen das Instrument Waffengewalt zur Verfügung, wodurch entsprechend den Genfer Konventionen grundsätzlich Kombattanten von Zivilisten unterschieden werden.
Allerdings werden zunehmend auch andere Risiken, Gefahren und Bedrohungen (wie z. B. Terrorismus) für Kampfeinsätze ursächlich. Dadurch wird das Militär häufiger mit der sogenannten unkonventionellen Kriegführung (auch hybride Kampfführung genannt) konfrontiert werden.
Im Weiteren beschränkt sich die Aufgabe des Militärs in internationalen Konflikten nicht mehr ausschließlich auf den bewaffneten Kampf, sondern es rücken Techniken der Informationsgewinnung sowie die Friedenssicherung nach Kapitel VI und VII der UN-Charta (z. B. in internationale Friedensmissionen, Beobachtermissionen) oder andere Arten der militärischen Auseinandersetzung (wie z. B. der Cyberwar) in den Vordergrund.
In der politischen Praxis erhält das Militär häufig weitreichendere Außenaufträge, die Aufgabengebiete zur Durchsetzung der wirtschaftlichen und politischen Interessen im Rahmen vertraglicher internationaler Bündnisverpflichtungen enthalten.

### Andere Aufträge für das Militär

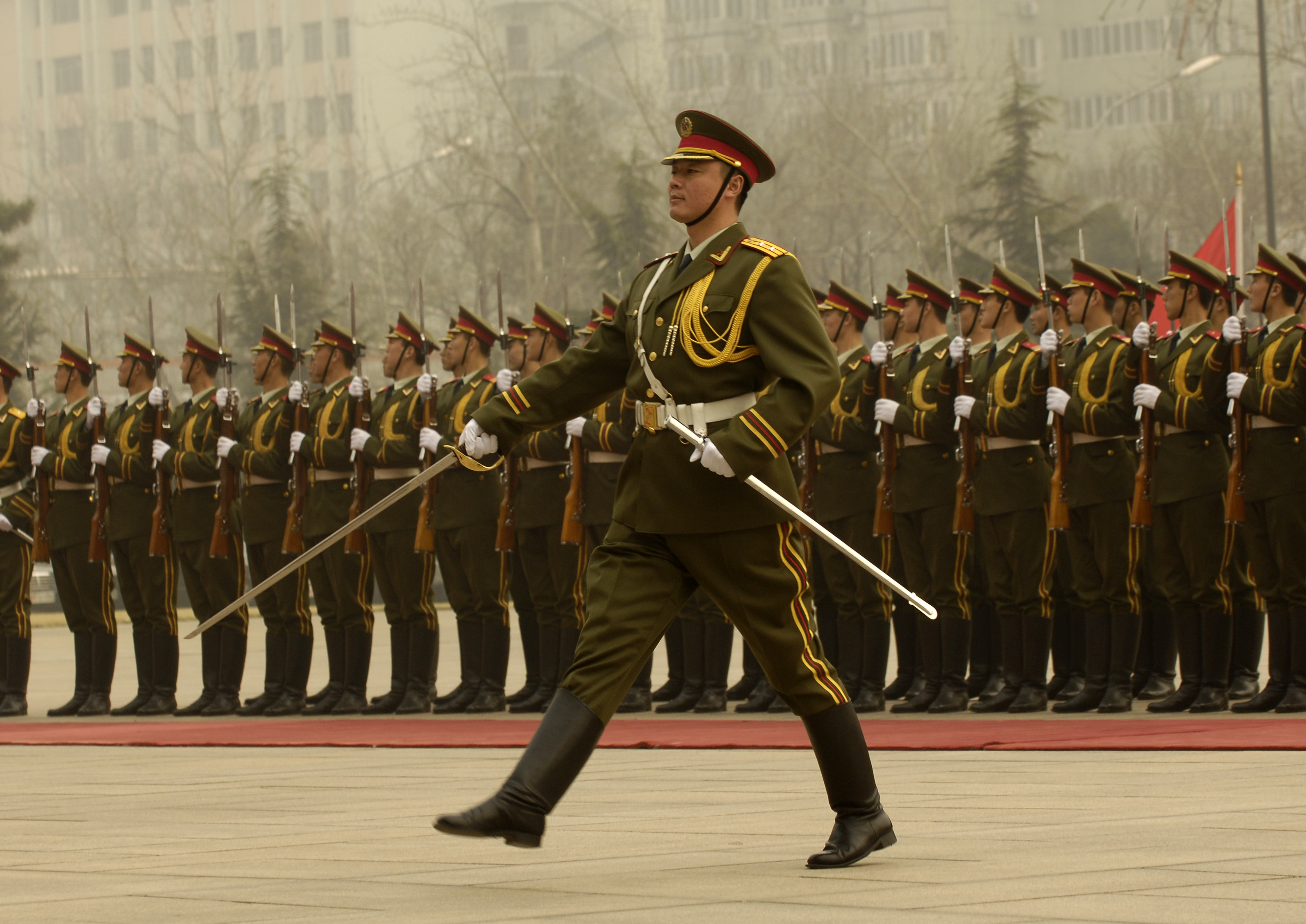
Chinesische Ehrenformation (2007)

In den meisten Staaten kann Militär auch zusätzliche Aufgaben zur Verstärkung der Polizei zur Gewährleistung der inneren Sicherheit, d. h. zur Abwehr innerstaatlicher Gefahren und Bedrohungen erfüllen.
Außerdem kann Militär, aufgrund Präsenz und mit kurzer Vorbereitungszeit, Aufgaben zur Rettung und Hilfeleistung (Katastrophenhilfe) erfüllen.
Traditionell tritt Militär zur staatlichen Repräsentanz auf und vollzieht Aufgaben zur Sicherstellung des diplomatischen und staatlichen Zeremoniells.

### Bedeutung des Militärs
Auf die Bedeutung lässt bereits die frühe antike Herkunft des Sammelbegriffs das Militär aus dem Lateinischen (von lateinisch militaris – ‚soldatisch‘, den ‚Kriegsdienst betreffend‘ sowie miles – Soldat) schließen. Dessen Entlehnung ins Französische vor dem 18. Jahrhundert (zu französisch militaire – hoher Offizier) verbreitete sich mit Frankreichs militärischer Dominanz in Europa auch zum Begriff die Militärs (aus dem franz. Plural militaires umgeformtes Kollektivum).
In der Öffentlichkeit war das Militär vor allem in der Vergangenheit eine wichtige Komponente des Nationalverständnisses. In vielen Staaten ist es auch heute ein Wesensbestandteil des Patriotismus. Die Ausuferung einer innerstaatlichen Macht des Militärs kann von der Unterdrückung eines Volkes bis zu einem Putsch und einer Militärregierung führen.
Vor allem in militärisch geprägten Ländern wie China, Russland oder den USA spielen die Streitkräfte eine entscheidende Rolle, um Stärke zu demonstrieren. Das Militär ist seit jeher ein wichtiges Mittel der Politik, insbesondere der Außen- und Sicherheitspolitik.
Neben der Landes- und Bündnisverteidigung leistet das Militär auch weitreichendere Beiträge für die Friedenssicherung (z. B. bei Internationalen Blauhelmeinsätzen), für die Katastrophenhilfe (so auch Hurrican Katrina), zur Durchsetzung der wirtschaftlichen und politischen Interessen eines Landes/Bündnisses (wie die oft kritisierten „Öl-Kriege“) sowie für zeremonielle Zwecke (u. a. Staatsempfänge).
Die Militärtechnik hat traditionell eine wichtige Vorreiter- und Schrittmacherrolle bei der allgemeinen technischen Entwicklung inne. So wurden beispielsweise das Fernsehen, das Internet oder GPS ursprünglich im militärischen Auftrag entwickelt und anfangs nur vom Militär genutzt (siehe Wehrtechnik und Rüstung).

### Verzicht auf Militär versus Militärbündnis
Die Aufstellung und der Unterhalt von Militär sind kostenintensiv und machen einen großen Teil der Staatsausgaben aus. Daher gibt es Staaten ohne Militär.
Militärbündnisse wie die NATO verteilen die militärischen Aufgaben und Lasten auf mehrere Mitglieder und gewährleisten ein gegenseitiges Schutzverhältnis.

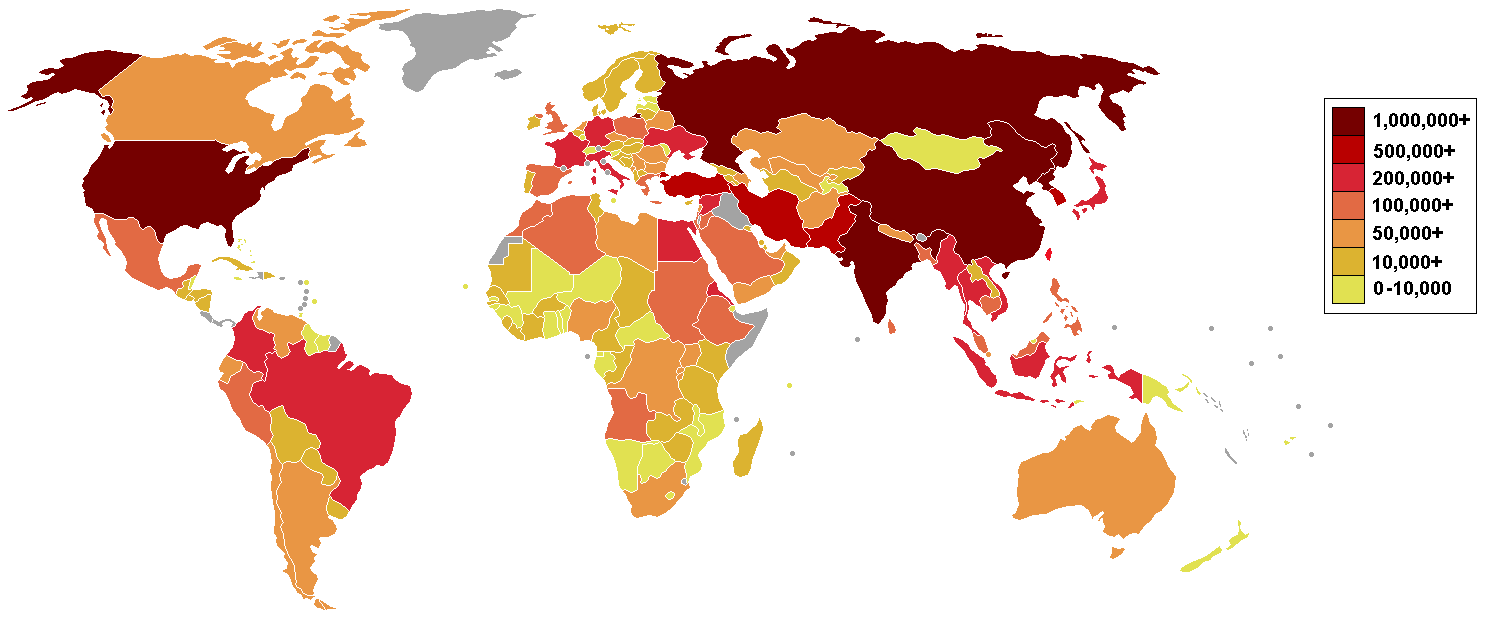
Zahlenmäßige Stärke der Streitkräfte nach Staaten, 2009

Als aktuell quantitativ größte Militärmacht der Welt hat China circa 2 Millionen Soldaten (Stand 2024) unter Waffen. Auf Platz 2 folgt Indien mit rund 1,4 Millionen Soldaten, während die USA etwa 1,3 Millionen Soldaten haben. Die USA verfügen mit 916,9 Milliarden US-Dollar (Stand 2023) über den höchsten Militär-Etat der Welt, gefolgt von China mit 296 Milliarden US-Dollar und Russland mit 109 Milliarden US-Dollar.
Laut dem Global Militarization Index 2018 sind Israel, Singapur und Armenien die am meisten militarisierten Gesellschaften der Welt.

## Organisationsformen des Militärs

### Unterscheidungsmöglichkeiten
Zu den Organisationsformen des Militärs zählen: die regulären Streitkräfte mit ihren Teilstreitkräften und weiteren militärischen und zivilen Bereichen bzw. Dienststellen. Dazu gehören oft auch spezielle Polizeiformationen, wie Miliz, Gendarmerie, Grenzschutz, Nationalgarde, Formationen des Paramilitärs, Kombattantenformationen und andere.
Mit dem Begriff „militärische Organisationsform“ können auch die bewaffneten Formationen von Gemeinwesen mit pseudostaatlichem Charakter bezeichnet werden (z. B. im ehemaligen Kalifat Islamischer Staat im Irak und in Syrien [ISIS] sowie im Irak und in der Levante [ISIL] oder die Taliban im ehemaligen Islamischen Emirat Afghanistan).

### Streitkräfte und Teilstreitkräfte

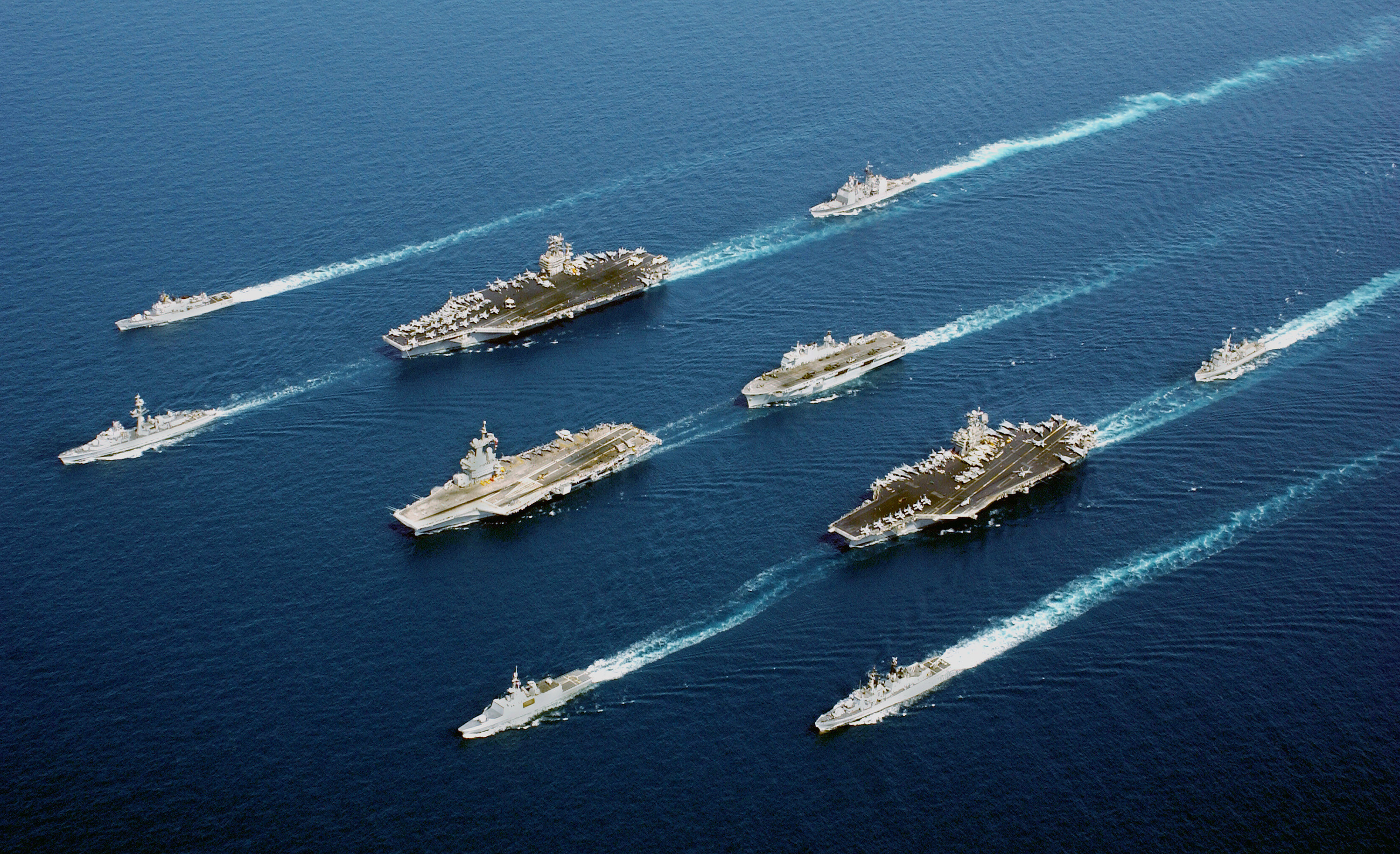
Kriegsschiffe verschiedener Nationen

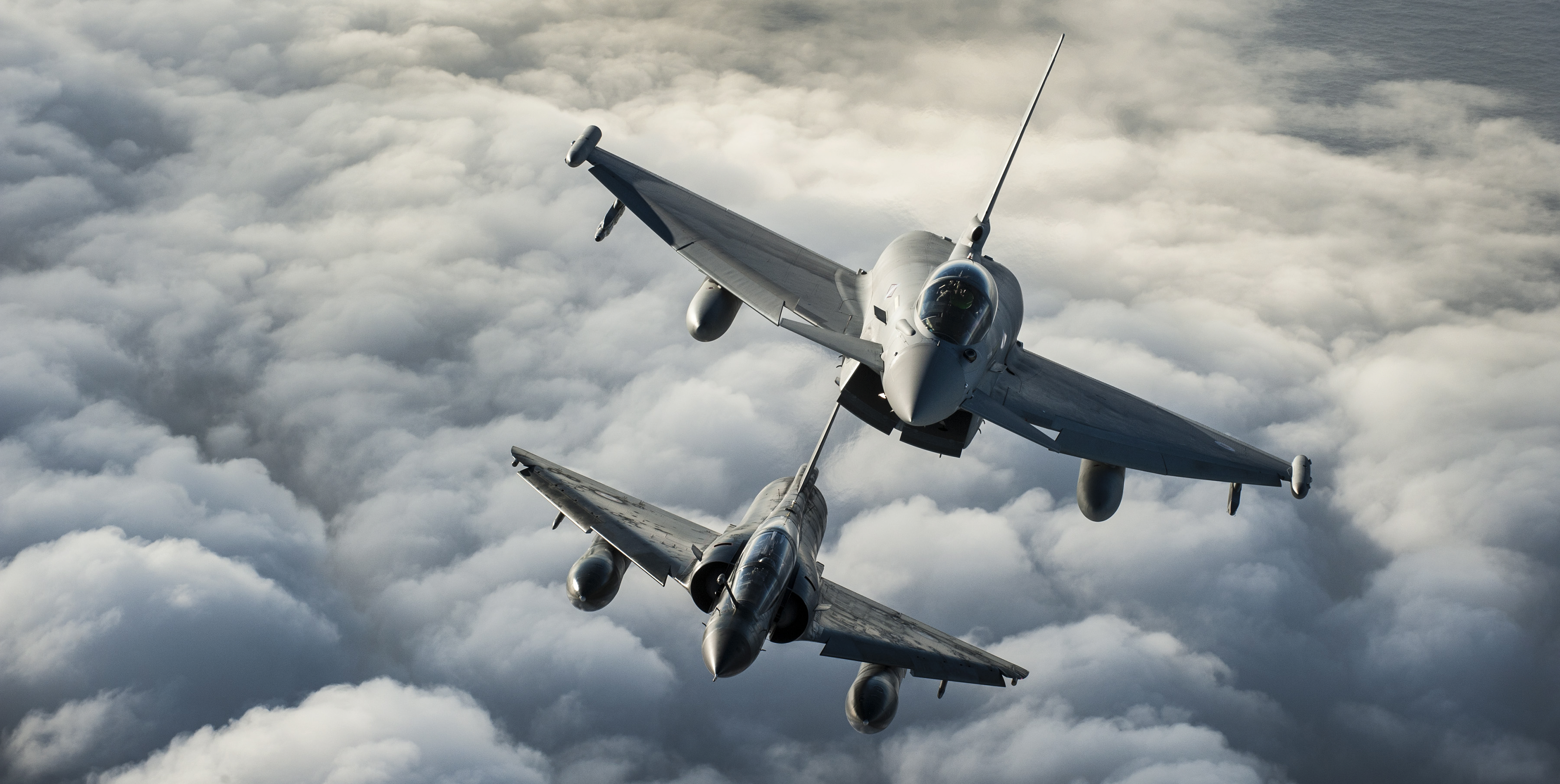
Ein Eurofighter Typhoon und eine Mirage 2000N üben ihren Formationsflug

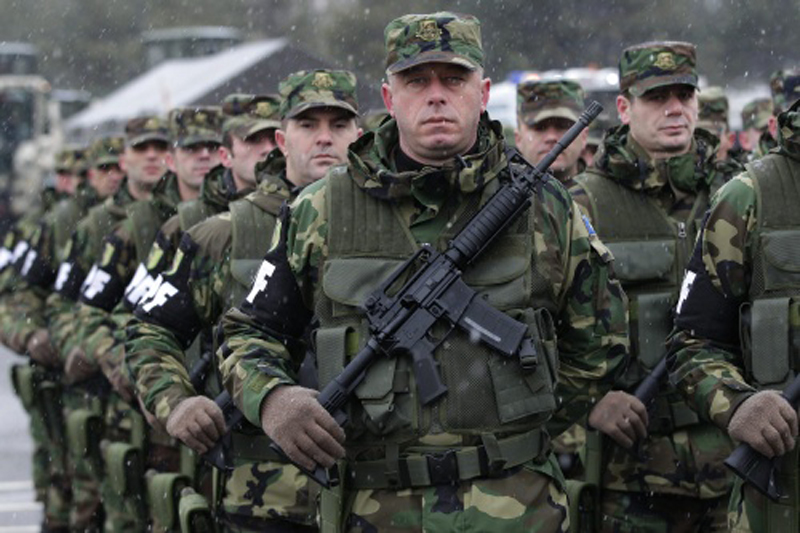
Angehörige der Sicherheitskräfte des Kosovo

Zwar ist jede Streitkraft unterschiedlich organisiert, allerdings kann in der Gegenwart allgemein nach Teilstreitkräften unterschieden werden. Dies sind zumeist Landstreitkräfte (Heer), Seestreitkräfte (Marine) und Luftstreitkräfte (Luftwaffe). Manche Staaten ergänzen ihre Streitkräfte durch weitere Teilstreitkräfte, wie: Weltraumstreitkräfte (perspektivisch), Marineinfanterie, einer Küstenwache oder paramilitärischer Gendarmerie.

### Paramilitär
Sogenannte paramilitärische Organisationen oder Milizen (Bürgerwehr) sowie militärische Formationen privater Sicherheits- und Militärunternehmen (kurz PMC, für Private Military Company oder Private Military Contractors) sind als militärische Einheiten meist offiziell nicht den Streitkräften zugehörig, erfüllen dennoch streitkräfteähnliche Aufgaben und nehmen an bewaffneten Konflikten (etwa Bürgerkriegen) teil. Sie sind in der Regel uniformiert und werden gemäß internationalen Konventionen meist als Kombattanten behandelt.

### Streitkräfte versus Polizei
In demokratisch organisierten Gesellschaften wird die außenpolitische Rolle des Militärs von der Funktion der innerstaatlichen Sicherheitskräfte (Polizei) abgegrenzt sein. Außerdem bestehen Schutzmechanismen, um das Militär zu kontrollieren. Dies zeigt sich in der Eigenschaft einer sogenannten Parlamentsarmee.
Dagegen sind in vielen autoritären Staaten diese beiden Funktionen vermischt und das Militär übernimmt innenpolitische, repressiven Aufgaben.
Ausdruck für diesen Dualismus ist die Gendarmerie. Gendarmen sind dabei häufig Teil der Streitkräfte (wie in Frankreich und Italien) oder unterstanden in der historischen Entwicklung dem Verteidigungsressort, wie die frühere Bundesgendarmerie in Österreich.
Verfassungs- und verwaltungsrechtliche Normen stellen dabei sicher, dass solche Einheiten in Friedenszeit vom Innen- bzw. dem Justizressort geführt werden.

### Kombattanten versus Zivilbevölkerung
Gemäß den Genfer Konventionen wird bei den Beteiligten an einem militärischen Konflikt grundsätzlich zwischen Kombattanten und der Zivilbevölkerung unterschieden.
Kombattanten sind alle unter Waffen stehenden und auch als solche erkennbaren Mitglieder einer Konfliktpartei. Nur sie sind zu Kriegshandlungen berechtigt und im Gegensatz zu Zivilisten auch nicht direkt vor gegnerischer Gewalteinwirkung geschützt. Ihnen stehen im Falle einer Kriegsgefangenschaft bestimmte Rechte, wie z. B. ein faires Gerichtsverfahren, zu.
Demgegenüber haben die USA den völkerrechtlich stark umstrittenen Begriff des „ungesetzlichen (unrechtmäßigen, illegalen) Kombattanten“ eingeführt.

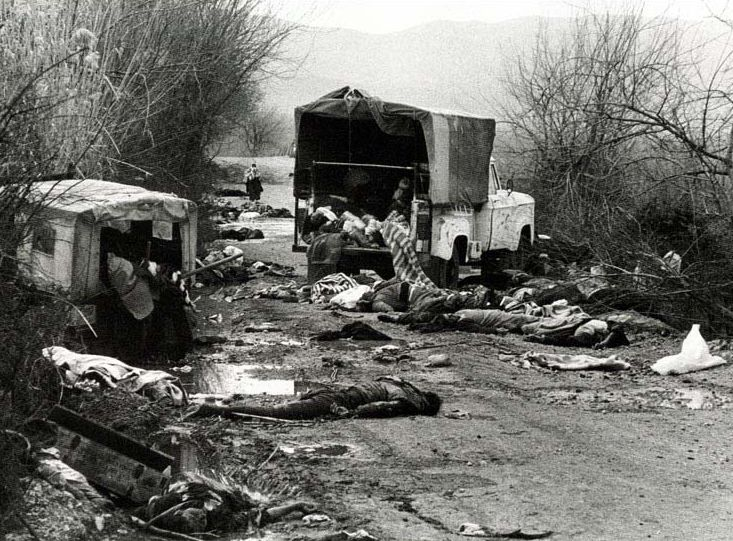
Massaker an iranischen Zivilisten durch irakische Truppen im Ersten Golfkrieg.
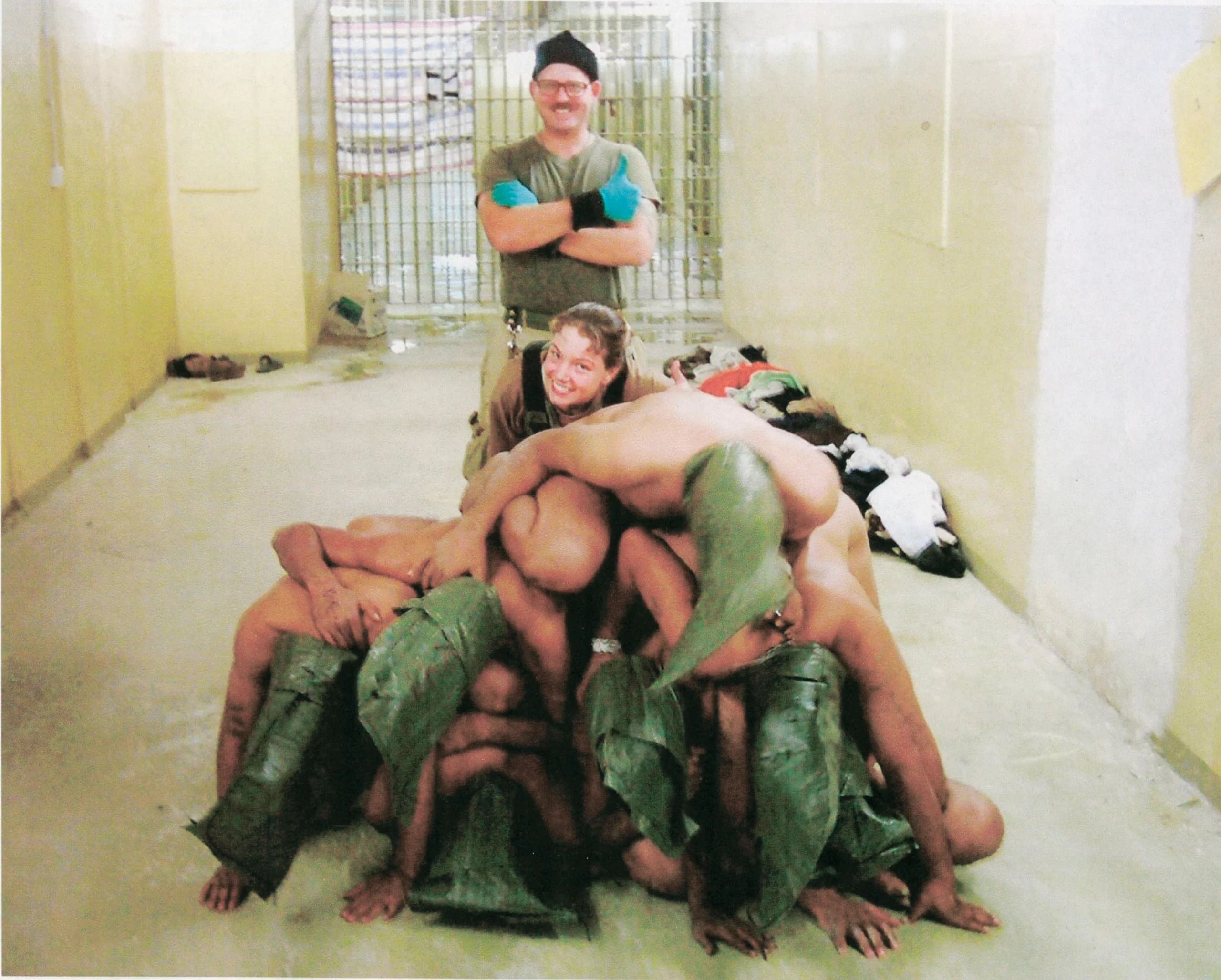
Abu-Ghraib: US-Soldat Charles Graner und Sabrina Harman mit misshandelten Gefangenen.
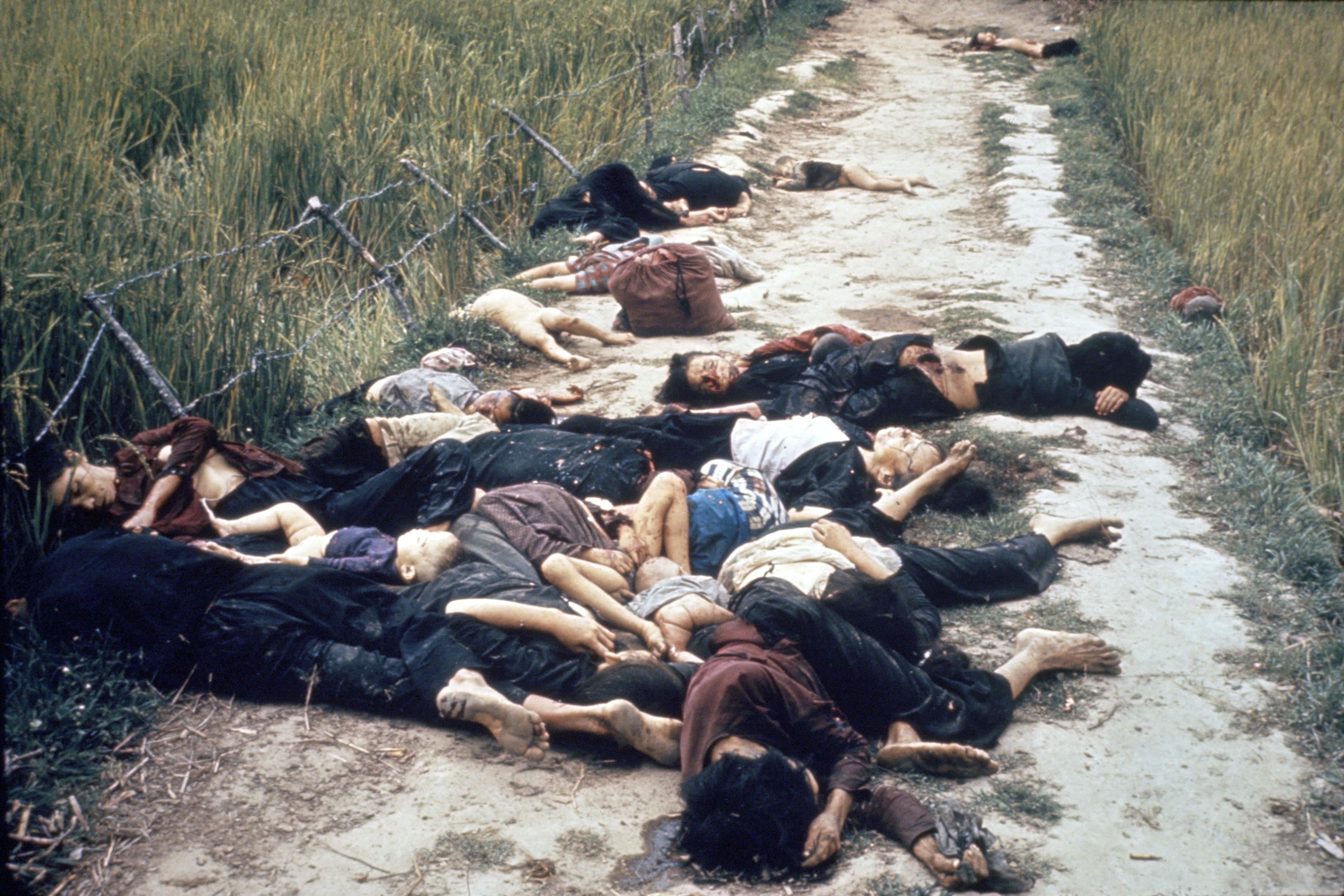
Das Massaker von Mỹ Lai
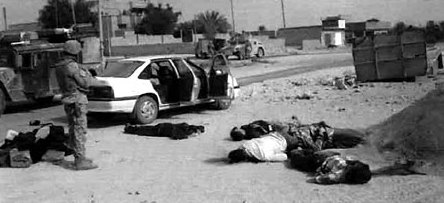
Das Massaker von Haditha

Da sich seit dem Übergang 20./21. Jahrhundert die Art der bewaffneten Konflikte immer mehr in Richtung einer asymmetrischen Kriegführung verschoben hat, kann in der militärischen Praxis nicht mehr leicht zwischen Soldat und Zivilperson unterschieden werden, was weitreichende Konsequenzen für den Schutz der Zivilbevölkerung hat.

## Charakteristische Merkmale des Militärs

### Verpflichtende Eigenschaften
Streitkräfte und andere militärische Formationen zeichnen sich in der Regel (und nach internationalen Standards) durch folgende Eigenschaften aus:
- Sie stehen unter einem einheitlichen Kommando, das dem Staat gegenüber für die Führung der Unterstellten verantwortlich ist,
- Die Angehörigen unterscheiden sich durch Uniformen, Abzeichen, Zeichen oder andere aus der Ferne erkennbare äußere Merkmale von der Zivilbevölkerung,
- Die Waffenträger (Soldaten) unterliegen einem internen Disziplinarsystem, das im Einsatzfall auch die Regeln der Kriegführung durchsetzt,
- Sie sind bewaffnet; ein Soldat muss seine Waffe offen führen.

### Hierarchiebildung
Militärische Organisationen zeichnen sich durch eine hierarchische Organisationsstruktur und Dienstgradstruktur aus, der eine Befehlsstruktur folgt. Alle Soldaten unterliegen dabei dem Prinzip von Befehl und Gehorsam gegenüber ihren Vorgesetzten und müssen gewisse Einschränkungen ihrer Freiheiten und Grundrechte hinnehmen. Die aus Befehlen höherrangiger resultierenden Aufgaben führen hierbei bis zum Verlust des eigenen Lebens.

### Rechtlicher Status des Militärs
Das Militär genießt nach Verfassungsrecht der meisten Staaten sowie nach dem Kriegsvölkerrecht (z. B. durch die Genfer Konventionen und die Haager Landkriegsordnung) einen gesonderten Status.
Soldaten (sogenannte Kombattanten) nehmen einen rechtlichen Sonderstatus ein, indem sie einer speziell eingerichteten Militärgerichtsbarkeit in verschiedenen Staaten sowie überwiegend dem internationalen Völkerstrafrecht (z. B. dem Internationalen Militärgerichtshof) unterliegen.
Die sogenannte Innere Führung wird geprägt von Rangordnung und Gehorsam (siehe Militärischer Befehl), allerdings haben Soldaten in Deutschland die Möglichkeit, sich außerhalb des normalen Dienstweges an den Wehrbeauftragten zu wenden, der die Behandlung der „Staatsbürger in Uniform“ nach gültigem Recht überwacht.

### Wehrpflicht und Reservesystem

Weltkarte der Wehrdienstformen:
keine (eigenen) Streitkräfte
keine Wehrpflicht (Berufsarmee/ausgesetzt)
noch Wehrpflicht, aber Abschaffung in weniger als drei Jahren bereits beschlossen
Wehrpflicht
Wehrpflicht, aber weniger als 20 % der Altersgruppe (beide Geschlechter) werden tatsächlich eingezogen.
keine Angaben

In vielen Staaten der Welt, insbesondere in jenen mit langer Militärtradition, oder unter ständiger Bedrohungslage (z. B. Israel, wo auch Frauen zum Militärdienst verpflichtet werden), müssen die Staatsbürger für einen gewissen Zeitraum in der Armee oder einer anderen Wehrformation (zum Beispiel im Bereich des Katastrophenschutzes) ihrem Land dienen.
Dieses System der Wehrpflicht soll die Bevölkerung (vorrangig die männliche) für den Fall eines Krieges vorbereiten, in dem sie dann gegebenenfalls zum Dienst an der Waffe verpflichtet werden können, um ihr Land als Reservisten zu verteidigen. Diese Personen können, wenn sie als wehrfähig erachtet wurden, im Notfall zu den Streitkräften eingezogen werden und stehen somit als sogenanntes Reservesystem zur Verfügung.

## Kritik am Militär
Das Militär genießt in den meisten demokratischen Staaten wie Deutschland tendenziell hohes öffentliches Ansehen.
Militär wird durch Friedensbewegungen kritisiert, die das Töten von Menschen, die Kriegführung und die daraus folgende Zerstörung und Vernichtung als barbarisch, moralisch verwerflich und für eine nachhaltige Konfliktbearbeitung als ungeeignet erachten.
Antimilitarismus und Pazifismus problematisieren das Militärische und erstreben eine gewaltfreie Bearbeitung von Konflikten durch Hinwendung zur Diplomatie und Zivilen Konfliktbearbeitung. Sie versuchen aktiv, bewaffnete Konflikte und die militärische Rüstung zu verhindern, den Krieg als Mittel der Politik langfristig auszuschließen und Bedingungen für dauerhaften Frieden zu schaffen. Damit stehen sie Bellizisten gegenüber.
Durch die zunehmende Aufrüstung (insbesondere beim Wettrüsten in der Zeit des Kalten Krieges) wurde durch die militärtechnische Weiterentwicklung eine Grenze überschritten, wodurch bei einem Kriegsausbruch zwischen zwei Supermächten nicht mehr nur die beteiligten Staaten, sondern die gesamte Weltbevölkerung betroffen wäre, da die Vernichtungskraft des Militärs einiger Staaten durch Massenvernichtungswaffen unkalkulierbar sein kann (siehe auch Overkill). Angesichts des Ausmaßes der potenziellen Vernichtungswirkung dieser Waffen sind viele Staaten inzwischen Teilnehmer an multilateralen Verträgen (z. B. Atomwaffensperrvertrag) oder an Rüstungskontroll/Abrüstungsabkommen (z. B. „START“ sowie der im August 2019 erloschene „INF“) und zur Streitkräftebegrenzung („KSE“), damit diese Gefahr zumindest teilweise reduziert werden kann (siehe auch Rüstungskontrolle und Conference on Disarmament). Besonders nennenswerte Abkommen, die von der Staatengemeinschaft als überaus unmenschlich angesehene Vorgehensweisen verhindern wollen, sind bspw. die Ottawa-Konvention, die Chemiewaffenkonvention, oder der ABM-Vertrag.
International unterliegen die Streitkräfte heute völkerrechtlichen Abkommen, die militärische Auseinandersetzungen regeln und verhindern sollen. Wichtige Schriften sind dabei die Haager Landkriegsordnung und die Genfer Konventionen. Nach Artikel 2 (4) der Charta der Vereinten Nationen besteht ein generelles Gewaltverbot, das nur in Ausnahmefällen (zur Verteidigung und im Rahmen einer friedenserzwingenden Maßnahme durch eine Resolution des UN-Sicherheitsrates) umgangen werden darf.

## Geschichte

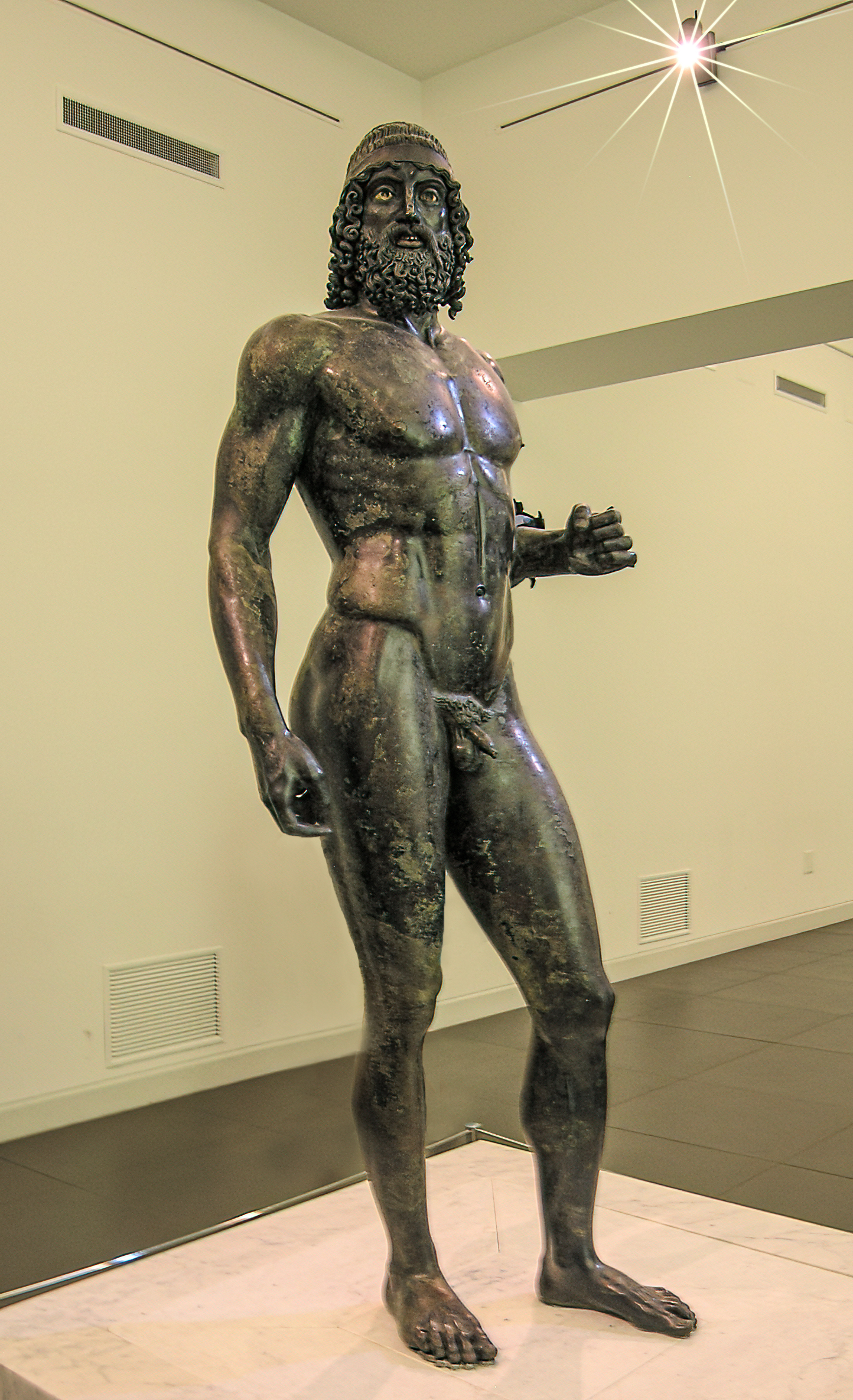
Ein altgriechischer Krieger demonstriert die Wirksamkeit zeitgenössischer körperlicher Trainingsprogramme. Bronzestatuen von Riace, 460–430 v. Chr.

Militärgeschichte wird oft als die Geschichte aller Konflikte angesehen, nicht nur als die Geschichte der staatlichen Militärs. Es unterscheidet sich etwas von der Kriegsgeschichte, wobei sich die Militärgeschichte auf die Menschen und Institutionen der Kriegsführung konzentriert, während sich die Kriegsgeschichte auf die Entwicklung des Krieges selbst angesichts sich verändernder Technologien, Regierungen und Geografien konzentriert.
Die Militärgeschichte hat eine Reihe von Facetten. Eine Hauptfacette besteht darin, aus früheren Errungenschaften und Fehlern zu lernen, um in Zukunft effektiver Krieg führen zu können. Eine andere besteht darin, ein Gefühl für die militärische Tradition zu schaffen, mit dem zusammenhängende Streitkräfte geschaffen werden. Ein weiterer Grund könnte sein, zu lernen, Kriege wirksamer zu verhindern. Das menschliche Wissen über das Militär basiert größtenteils sowohl auf der aufgezeichneten als auch auf der mündlichen Überlieferung von militärischen Konflikten (Krieg), ihren teilnehmenden Armeen und Flotten sowie in jüngerer Zeit auf Luftwaffen.